# Língua hiw
Hiw (às vezes escrito Hiu) é uma língua Oceânica falada na ilha de Hiw à qual deve seu nome), nas Ilhas Torres de Vanuatu. Com cerca de somente 280 falantes, Hiw é considerado em perigo de extinção.
Hiw é bem diferente da língua Lo-Toga, a outra língua do grupo Torres. Todos os falantes de Hiw são bilíngues na língua bislama, e a maioria também fala Lo-Toga.

## Escrita
A forma do alfabeto latino usada pela língua não apresenta as letras B, C, D, F, H, J, L W, X, Z.
Usam-se as formas ē, ë, ō, ë, n̄, n̄w, r̄.

## Fonologia

### Consoantes
Hiw tem 14 sons consoantes.
|                      | Bilabial | Alveolar | Dorsal | Velar labializad |
| -------------------- | -------- | -------- | ------ | ---------------- |
| Nasal                | m ⟨m⟩    | n ⟨n⟩    | ŋ ⟨n̄⟩  | ŋʷ ⟨n̄w⟩          |
| Oclusiva             | p ⟨p⟩    | t ⟨t⟩    | k ⟨k⟩  | kʷ ⟨q⟩           |
| Fricativa            | β ⟨v⟩    | s ⟨s⟩    | ɣ ⟨g⟩  |                  |
| Pré oclusiva lateral |          |          | ɡ͡ʟ ⟨r̄⟩ |                  |
| Semivogal            |          |          | j ⟨y⟩  | w ⟨w⟩            |

Todas as plosivas são surdas. Hiw é a única das línguas austronésias cujo inventário consoante inclui uma aproximante lateral velar  /ɡ͡ʟ/ pré-oclusiva; esse segmento complexo é a única consoante líquida de Hiw. Historicamente, esse segmento complexo era uma vibrante alveolar sonora /r/ (por isso é escrito como r̄). Essa vibrante alveolar sonora, escrita como r, aparece em empréstimos recentes de outra línguas. Em algumas outras palavras de empréstimo, talvez mais antigas, as vibrantesalveolares foram emprestados como laterais velares.

### Vogais
Hiw tem 9 fonemas vogais, todos são curtos e monotongos. /i ɪ e ʉ ɵ ə o ɔ a/:
|                | Anterior | Central arredondada | Posterior |
| -------------- | -------- | ------------------- | --------- |
| Fechada        | i ⟨i⟩    | ʉ ⟨u⟩               |           |
| Meio Fechada   | ɪ ⟨ē⟩    |                     |           |
| Meio Fechada]] | e ⟨ë⟩    | ɵ ⟨ö⟩               | o ⟨ō⟩     |
| Medial         |          | ə ⟨e⟩               |           |
| Meio Aberta    |          |                     | ɔ ⟨o⟩     |
| Aberta         | a ⟨a⟩    | a ⟨a⟩               | a ⟨a⟩     |

As três vogais centrais /ʉ/, /ɵ/, /ə/ são todas arredondadas.
/i/ torna-se um glide /j/ sempre que é seguido por outra semivogal.
A vogal arredondada posterior [u] ocorre, mas apenas como um alofone de /ʉ/ e /ə/ após consoantes lábio-velares. /ʉ/ sempre se torna [u] após um labio-velar, enquanto /ə/ só se torna [u] em pré- sílabas tônicas, e então apenas opcionalmente.

### Tonicidade
A tonicidade é bem previsível em Hiw, exceto no caso de palavras que contenham apenas /ə/.
A acentuação primária recai na última sílaba de uma palavra que não contenha /ə/. Por exemplo: [mɔˈwɪ] 'lua', [ˈwɔtəjə] 'talvez'. No caso de palavras cuja única vogal é xevá, o acento é imprevisível: ex. [βəˈjə] 'pandanus (folha)', [təpjə]. Estas são as únicas palavras que podem ter enfatizado o xevá.
Palavras polissilábicas têm acento secundário, que cai a cada segunda sílaba da sílaba tônica primária, indo para a esquerda. Por exemplo: [ˌβəɣəˈβaɣə] 'falar'.

### Fonotática
A estrutura silábica de Hiw é CCVC, onde o único elemento obrigatório é V: e.g. /tg͡ʟɔɣ/ 'throw (pl)'; /βti/ 'star'; /kʷg͡ʟɪ/ 'dolphin'; /g͡ʟɵt/ 'tie'.
O Hiw permite a geminação consonantal, medialmente e inicialmente. Essas consoantes geminadas podem ser analisadas como encontros consonantais C{{{j1}}}  {{{j2}}} C{{{j1}}}  {{{j2}}}  em que ambas as consoantes são idênticas. Um exemplo de geminação está em /tin/ 'comprar' vs /ttin/ 'quente'. Consoantes e vogais também podem ser alongadas para fins expressivos, por exemplo: /ne maβə/ 'é pesado' se torna [ne mːaβə] 'é tão pesado!'.
A fonologia de Hiw segue o [Princípio de Sequência de Sonoridade, com a seguinte hierarquia de sonoridade específica da linguagem:

vogais > semivogais > líquidas > nasais > obstruentes 
Embora /w/ seja sempre pronunciado como semivogal, é melhor tratado como obstruente em relação à sonoridade: essa interpretação leva em conta palavras como /wte / 'pequeno', o que, de outra forma, constituiria um Pincípio de sequenciamento de sonoridade (com reversão).
Evidências fonológicas mostram que /ɡ͡ʟ/ se modela como uma consoante líquida, mais sonora que nasal, mas menos sonora que o semivogal /j/. Ao contrário das obstruentes, /ɡ͡ʟ/ não pode ser seguida por uma nasal. No entanto, pode vir depois de uma nasal, como em /mɡ͡ʟe/ 'ira'. A única consoante encontrada após /ɡ͡ʟ/ é /j/ - ex. /ɡ͡ʟje/ 'varrer'.

## Gramática
O Hiw tem uma estrutura gramatical semelhante às outras ínguas Torres–Banks vivas.
Em termos de flexibilidade lexical, Hiw foi avaliado como “gramaticalmente flexível”, mas “lexicalmente rígido”.
 A grande maioria dos lexemas da língua pertence a apenas uma classe de palavras (substantivo, adjetivo, verbo, advérbio...); no entanto, cada uma dessas classes de palavras é compatível com um grande número de funções sintáticas.
A linguagem apresenta várias formas de serialização do verbo.
Seu sistema de pronome pessoais contrasta imclusividade, e distingue três números] gramaticais(singular, dual, plural).
Junto com seu sua língua vizinha Lo-Toga, Hiw desenvolveu um rico sistema de número verbal, pelo qual certos verbos alternam sua raiz dependendo do número de seus principais participante. Hiw tem 33 desses pares de verbos supletivos, que é o maior número registrado até agora entre as línguas do mundo.
A referência espacial em Hiw é baseada em um sistema de direções geocêntricas absolutas. Esse sistema espacial é em grande parte uma reminiscência daquele difundido entre línguas oceânicas, mas também mostra algumas inovações que o tornam único.

## Amostra de textos
•Tōwtōw, ne wane, sise tat wane vitikeyë. - Antigamente, o consumo de kava, que não era feito casualmente.
•Tekn̄wa tuwtōw sise ver̄oye ur̄ ne tën. - Nossos ancestrais costumavam lutar pela terra.
•Tun̄wuyegë pyë n’ ov; alë ten̄war̄e var̄er̄ age. - As mulheres acendiam fogueiras, enquanto os homens iam para os jardins.